# Descurainia californica
Descurainia californica är en korsblommig växtart som först beskrevs av Asa Gray, och fick sitt nu gällande namn av Otto Eugen Schulz. Descurainia californica ingår i släktet stillfrön, och familjen korsblommiga växter. Inga underarter finns listade i Catalogue of Life.